# Anthurium phyllobaris
Anthurium phyllobaris är en kallaväxtart som beskrevs av Thomas Bernard Croat och D.C.Bay. Anthurium phyllobaris ingår i släktet Anthurium och familjen kallaväxter. Inga underarter finns listade.